# Луїс Фентон
Луїс Фентон (англ. Louis Fenton, нар. 3 квітня 1993, Веллінгтон) — новозеландський футболіст, захисник клубу «Веллінгтон Фенікс».
Виступав, зокрема, за клуб «Веллінгтон Фенікс», а також національну збірну Нової Зеландії.

## Клубна кар'єра
На юнацькому рівні грав у футбол за студентську команду коледжу Тава, після чого вирушив за кордон і недовгий час грав за австралійський клуб «Сент-Олбанс Сейнтс» у Прем'єр-лігу Вікторії.
У сезоні 2011/12 Фентон пограв у чемпіонаті Нової Зеландії за «Тім Веллінгтон», після чого повернувся до Прем'єр-ліги Вікторії, виступаючи там за «Мельбурн Найтс».
19 вересня 2012 року було оголошено, що Фентон підписав угоду з «Веллінгтон Фенікс», єдиною новозеландською командою, що виступала в австралійській А-лізі. Відіграв за команду з Веллінгтона наступні шість сезонів своєї ігрової кар'єри і у вересні 2017 року перейшов у «Тім Веллінгтон», провівши сезон 2017/18 у чемпіонаті Нової Зеландії.
У січні 2018 року Фентон знову став гравцем клубу «Мельбурн Найтс», але вже у липні повернувся у «Веллінгтон Фенікс». Станом на 30 червня 2020 року відіграв за команду з Веллінгтона 26 матчів в А-лізі.

## Виступи за збірні
2013 року залучався до складу молодіжної збірної Нової Зеландії, вигравши з нею Молодіжний чемпіонат ОФК. На турнірі Фентон звабив 4 голи і був визнаний найкращим гравцем чемпіонату. Також цей результат дозволив новозеландцям кваліфікуватись на молодіжний чемпіонат світу до 20 років у Туреччині, де Фентон відіграв усі три гри і забив єдиний гол своєї команди на турнірі у матчі з Хорватією.
Зі збірною Нової Зеландії U-23 зіграв на Тихоокеанських іграх 2015 року. Втім сам турнір виявився скандальним для новозеландців, які були дискваліфіковані після півфіналу через використання недозволеного футболіста, що коштувало місця в фіналі турніру, і, відповідно, можливості участі в Олімпійських іграх 2016 року.
20 листопада 2013 року дебютував в офіційних матчах у складі національної збірної Нової Зеландії у другому матчі відбіркового плей-оф чемпіонату світу 2014 року проти Мексики, замінивши Білла Туїлома на 50-й хвилині гри. Втім його команда програла 3:9 за сумою двох матчів і не пробилась на «мундіаль».
Згодом у складі збірної був учасником кубка націй ОФК 2016 року у Папуа Новій Гвінеї. Зігравши на тому турнірі у трьох іграх, Фентон здобув з командою титул переможця турніру.

## Досягнення
- Переможець Молодіжного чемпіонату ОФК: 2013
- Володар Кубка націй ОФК: 2016